# Sant Martí Sescorts
|  | Per a altres significats, vegeu «església de Sant Martí Sescorts». |

Sant Martí Sescorts és una entitat de població al municipi de l'Esquirol a la comarca d'Osona. En el cens de 2005 tenia 193 habitants i al gener del 2017 era de 151 habitants (16 al nucli i 135 en masies disseminades). Va ser un municipi propi amb el mateix nom fins que es va unir al de l'Esquirol a principis del segle xx.

## Geografia
La població de Sant Martí de Sescorts està situada a la part sud-oest del municipi de l’Esquirol, a cavall entre el Collsacabra i la Plana de Vic. El poble el constitueixen el seu nucli, situat a la vall de la riera de Sant Martí i construït al voltant de l’església parroquial que li dóna nom, i tot un seguit de masies que s’escampen per les carenes i les valls del seu voltant.
El seu terme s’estén per l’est des de la vall que per Vallbona i Vilaporta culmina amb la casa i capella de Santa Margarida; per l’oest des del camí ral que puja des de les Masies de Roda i va cap a Bellmunt i Vidrà; pel nord des de l’Eix Vic-Olot, i pel sud s’acaba amb el conegut salt del Cabrit, on la riera de Sant Martí es precipita a la de les Gorgues i al pantà de Sau, davant del monestir de Sant Pere de Casserres.

## Economia
Sant Martí de Sescorts continua essent un sector essencialment agrícola i ramader on predominen els conreus principalment de cereals i farratge, i el bestiar boví –principalment per a la producció de llet- i porcí. N’era típica la teuleria, coneguda per la Teuleria de Sant Martí, que ha format el petit nucli on ara hi podem trobar l’escorxador Patel i l’hostal de la Teuleria, prop del qual hi havia hagut el càmping i el complex lúdic de l’Sporting Club.
Actualment prop del que havia estat l’Sporting Club hi trobem una planta de tractament de purins. Endinsant-nos ja cap al Salt del Cabrit hi trobem l’antic hostal de les Gorgues o també anomenat Casa del Pont, molt concorregut anys enrere perquè es trobava en el recorregut del camí ral, i que actualment funciona com a restaurant. Al nucli del poble hi ha un forn de pa, una barberia i un bar-restaurant que actualment es troben en desús perquè s’han traslladat a poblacions veïnes més grans, i un taller metal·lúrgic que està en actiu.

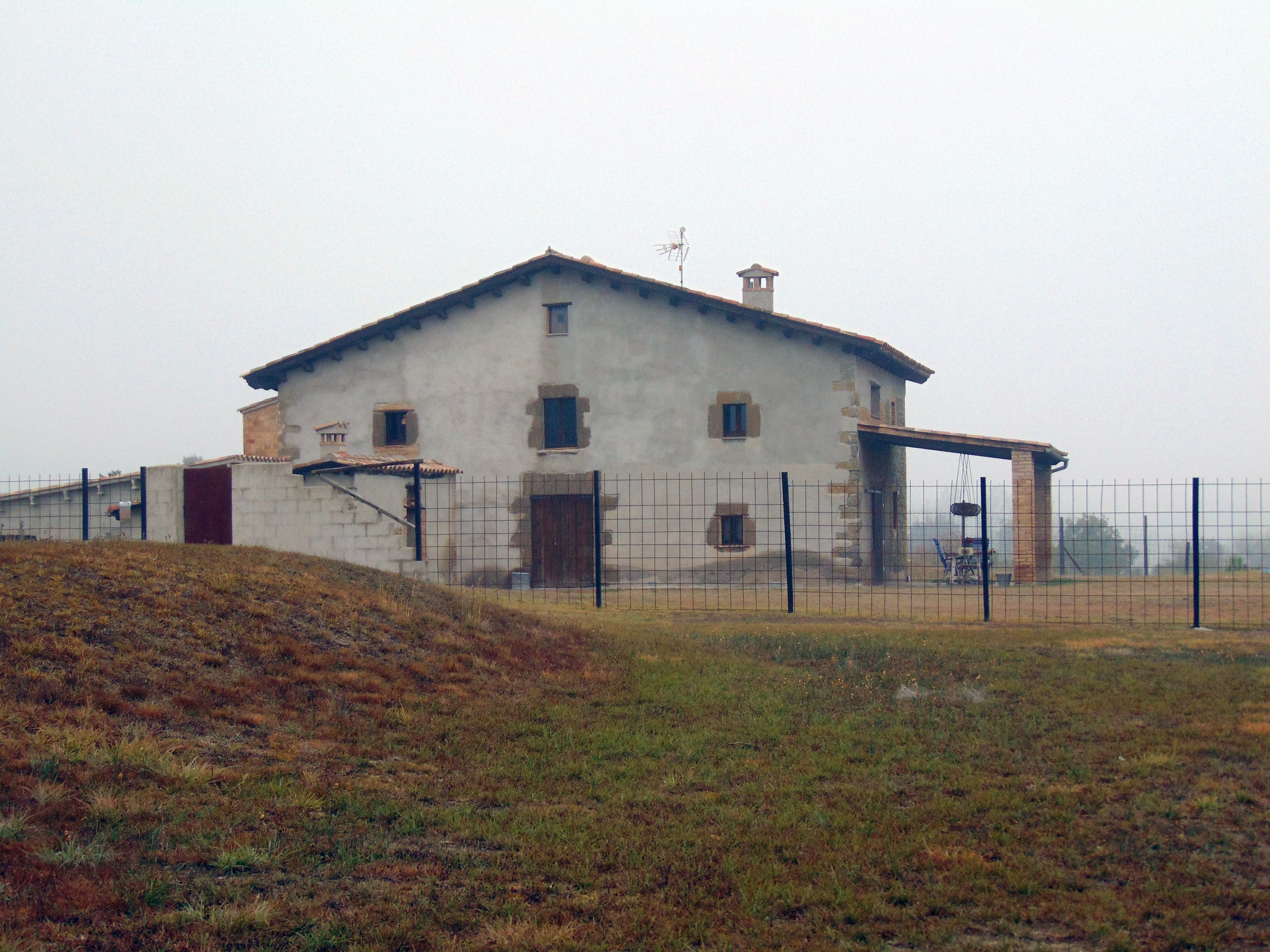
Masia de Can Foradada

## Demografia
La població de Sant Martí Sescorts compta actualment amb 157 habitants.
| 1497 f | 1515 f | 1553 f | 1717 | 1787 | 1857 | 1877 | 1887 | 1900 | 1910 |
| ------ | ------ | ------ | ---- | ---- | ---- | ---- | ---- | ---- | ---- |
| -      | -      | -      | -    | -    | 474  | 336  | 362  | -    | -    |

| 1996 | 1998 | 2000 | 2002 | 2004 | 2006 | 2008 | 2010 | 2012 | 2014 |
| ---- | ---- | ---- | ---- | ---- | ---- | ---- | ---- | ---- | ---- |
| 274  | 240  | 220  | 209  | 200  | 191  | 170  | 161  | 162  | 164  |

| 2016 | 2018 | 2020 | 2022 | 2024 | 2026 | 2028 | 2030 | 2032 | 2034 |
| ---- | ---- | ---- | ---- | ---- | ---- | ---- | ---- | ---- | ---- |
| 156  | 153  | 153  | 156  | 157  | -    | -    | -    | -    | -    |

## Llocs d'interès
- Església romànica de Sant Martí Sescorts està documentada des de l'any 934.
- Salt del Cabrit (cascada de la riera de Sant Martí).